# Lisowa
Lisowa (ukr. Лiсова) – jedna ze stacji kijowskiego metra na linii Swjatoszynśko-Browarśkiej. Została otwarta 5 listopada 1979. Stanowi wschodnią stację końcową linii.
W dniu 15 października 2005 roku zostało otwarte drugie wejście do stacji, zbudowane w podobnym układzie jak pierwsze, ale z bardziej nowoczesnym wzornictwem, a przy znacznie większej obsłudze pojemności pasażerów.